# باستيان كورتس
باستيان كورتس (بالألمانية: Bastian Kurz)‏ هو لاعب كرة قدم ألماني في مركز الوسط، ولد في 23 سبتمبر 1996 في آلتوتينغ في ألمانيا. لعب مع نادي آوغسبورغ.

## وصلات خارجية
- باستيان كورز على موقع قاعدة بيانات كرة القدم.إي يو (الإنجليزية)
- باستيان كورز على موقع بيانات كرة القدم. دي إي (الألمانية)
- باستيان كورز على موقع Soccerway.com (الإنجليزية)
- باستيان كورز على موقع عالم كرة القدم.نت (الإنجليزية)
- باستيان كورز على موقع AS.com (الإسبانية)